# Näverbergstjärnarna (Björna socken, Ångermanland, 709056-161708)
Näverbergstjärnarna är en sjö i Örnsköldsviks kommun i Ångermanland och ingår i Gideälvens huvudavrinningsområde.